# Campeonato Russo de Futebol de 2006
O Campeonato Russo de Futebol de 2006 foi o décimo quinto torneio desta competição. Participaram dezesseis equipes. O campeão e o vice se classificam para a Liga dos Campeões da UEFA de 2007-08. O  terceiro e o quarto colocados se classificam para a Copa da UEFA de 2007-08. O quinto colocado se classifica para a Copa Intertoto da UEFA de 2007. Dois clubes caem e dois são ascendidos. Os clubes FC Alania Vladikavkaz e FC Terek Grozny foram rebaixados na temporada passada. 

## Participantes
| Equipe                   | Cidade           | Região              | No ano anterior                                                       | Estádio                     | Capacidade | Títulos                                           | Participações |
| ------------------------ | ---------------- | ------------------- | --------------------------------------------------------------------- | --------------------------- | ---------- | ------------------------------------------------- | ------------- |
| PFC CSKA Moscovo         | Khamovniki       | Moscovo             | Campeão                                                               | Estádio Lujniki             | 81.000     | 2 (2003, 2005)                                    | 15            |
| Spartak Moscovo          | Presnensky       | Moscovo             | Vice Campeão                                                          | Estádio Lujniki             | 81.000     | 9 (1992, 1993, 1994, 1996,1997, 1998, 1999, 2000) | 15            |
| Torpedo Moscovo          | Danilovsky       | Moscovo             | Sétimo Lugar                                                          | Estádio Lujniki             | 81.000     | 0 (não possui)                                    | 15            |
| Dínamo Moscovo           | Aeroport         | Moscovo             | Oitavo Lugar                                                          | Estádio Dínamo de Moscou    | 36.540     | 0 (não possui)                                    | 15            |
| Lokomotiv Moscovo        | Preobrazhenskoye | Moscovo             | Terceiro Lugar                                                        | Estádio Lokomotiv de Moscou | 30.000     | 2 (2002, 2004)                                    | 15            |
| FC Krilia Sovetov Samara | Samara           | Oblast de Samara    | Décimo Quarto Lugar                                                   | Estádio Metallurg           | 33.320     | 0 (não possui)                                    | 15            |
| FC Rostov                | Rostov do Don    | Oblast de Rostov    | Décimo Terceiro Lugar                                                 | Estádio Rostselmash         | 15.840     | 0 (não possui)                                    | 14            |
| FC Zenit São Petersburgo | Petrogrado       | São Petersburgo     | Sexto Lugar                                                           | Estádio Petrovsky           | 21.570     | 0 (não possui)                                    | 12            |
| FC Saturn                | Ramensky         | Oblast de Moscovo   | Décimo Primeiro Lugar                                                 | Estádio Saturn              | 16.8000    | 0 (não possui)                                    | 8             |
| FC Moscovo               | Danilovsky       | Moscovo             | Quinto Lugar                                                          | Estádio Eduard Streltsov    | 14.274     | 0 (não possui)                                    | 6             |
| FC Shinnik Iaroslavl     | Iaroslavl        | Oblast de Iaroslavl | Nono Lugar                                                            | Estádio Shinnik             | 22.000     | 0 (não possui)                                    | 9             |
| FC Rubin Kazan           | Cazã             | Tartaristão         | Quarto Lugar                                                          | Estádio Central de Cazã     | 28.500     | 0 (não possui)                                    | 4             |
| FC Amkar Perm            | Perm             | Krai de Perm        | Décimo Segundo Lugar                                                  | Estádio Zvezda              | 19.500     | 0 (não possui)                                    | 3             |
| FC Tom Tomsk             | Tomsk            | Oblast de Tomsk     | Décimo Lugar                                                          | Estádio Trud                | 15.000     | 0 (não possui)                                    | 2             |
| FC Luch Vladivostok      | Vladivostok      | Krai do Litoral     | Campeão do Campeonato Russo de Futebol de 2005 - Segunda Divisão      | Estádio Dínamo              | 10.500     | 0 (não possui)                                    | 2             |
| PFC Spartak Nalchik      | Nalchik          | Cabárdia-Balcária   | Vice Campeão do Campeonato Russo de Futebol de 2005 - Segunda Divisão | Estádio Spartak             | 14.400     | 0 (não possui)                                    | 1             |

## Regulamento
O campeonato foi disputado no sistema de pontos corridos em turno e returno em grupo único.  Ao final, dois são promovidos e dois são rebaixados.

## Primeira Fase
CSKA Moscovo foi o campeão e classificou-se para a Liga dos Campeões da UEFA de 2007-08, junto com o vice, Spartak de Moscovo.
Lokomotiv Moscovo e Zenit foram classificados para a Copa da UEFA de 2007-08.
Rubin foi classificado para a Copa Intertoto da UEFA de 2007.
Torpedo Moscovo e Shinnik foram rebaixados para o Campeonato Russo de Futebol de 2007 - Segunda Divisão.

## Campeão
| Campeão Russo de 2006      |
| -------------------------- |
| PFC CSKA Moscovo 3° Título |